# 壱岐空港

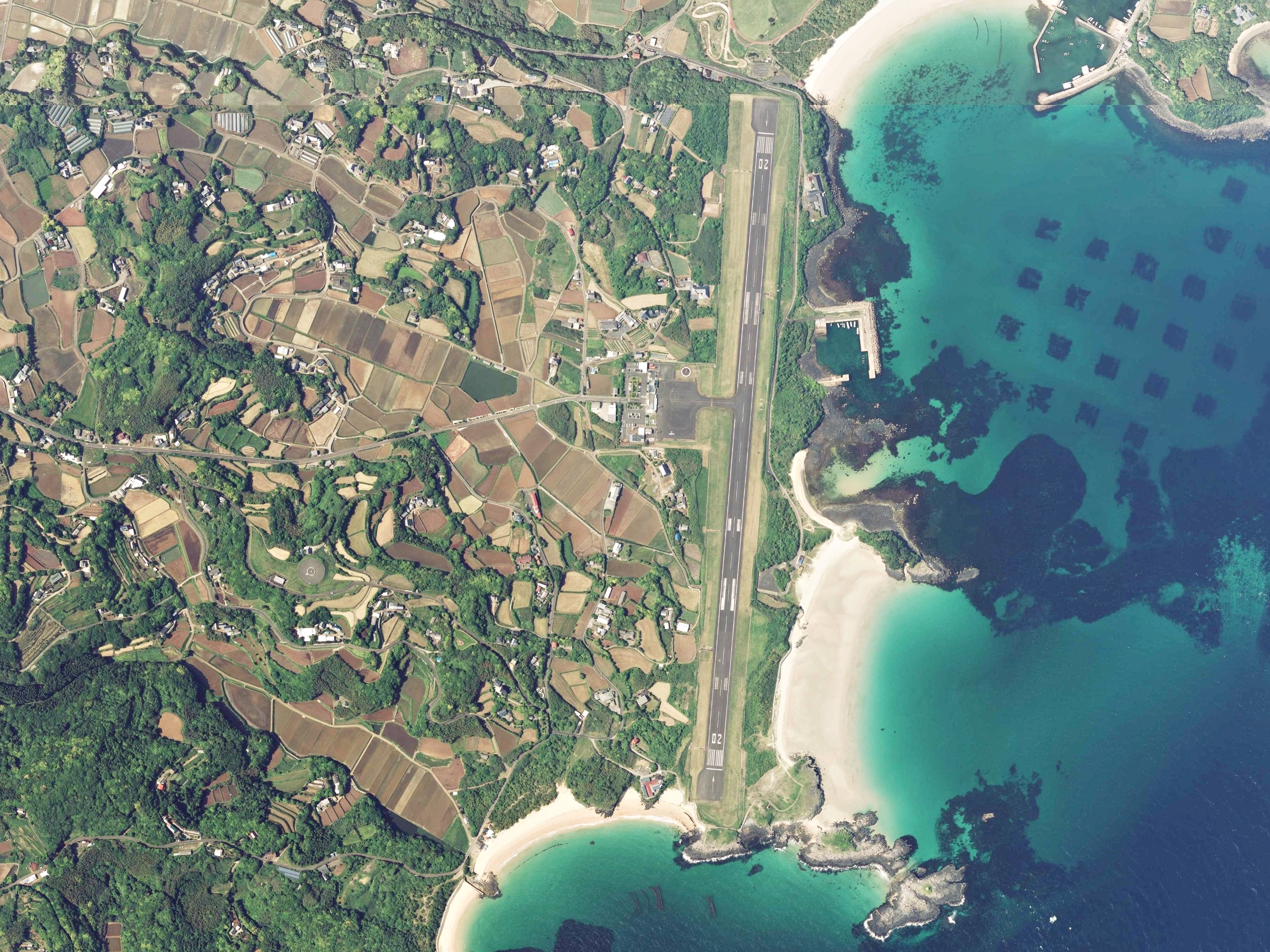
壱岐空港の空中写真（2017年）

壱岐空港（いきくうこう、英: Iki Airport）は、長崎県壱岐市にある地方管理空港である。

## 概要
福岡市の西北西約70Kmに位置する、壱岐島南東部の海岸、筒城浜（つつきはま）近隣に1966年開港。
現在、オリエンタルエアブリッジおよび、同社とのコードシェア便である、全日本空輸（ANA）によって、長崎線のみ運航される。
一時期、ジェット機が離着陸できるように滑走路を伸ばす計画もあったが、機体の小型化や福岡便の廃止などにより、実現にはいたっていない。また、DHC-8型は乗客および貨物を満載した場合1500mの滑走路長が必要で、1200mの滑走路長では乗客を半数以下に抑える必要があり、ボンバルディア DHC-8-Q200の退役後の空路維持に懸念がもたれている。
2006年4月1日、国土交通省大阪航空局および気象庁福岡航空測候所の壱岐空港出張所が閉鎖となり、現在航空管制業務は福岡空港事務所が遠隔通信で、航空気象委託観測業務は長崎県壱岐空港管理事務所（壱岐振興局）が移転の上、担当している。
年間利用客数は、国内31,767人（2012年度）。

## 沿革
- 1965年（昭和40年）2月27日 - 供用開始前の訓練中、日航機墜落事故が発生
- 1966年7月10日 - 供用開始[1]
- 2011年（平成23年）5月28日 - オリエンタルエアブリッジが東京の旅行会社クラブツーリズムと連携し、五島市福江空港と壱岐空港間にチャーター便の運航（月3,4回）を開始[5]
- 2018年
  - 5月10日 - アメリカの無人航空機メーカーであるジェネラル・アトミックス・エアロノーティカル・システムズによる、MQ-9 リーパーの民間型「ガーディアン」の海洋監視システム実証実験が始まった[6][7]
  - 5月24日 - ガーディアンによる実証実験が終了[注釈 1]

- 2021年(令和3年) 9月2日 - 航空気象の完全自動化実施(実施時間：24時間)

## 就航路線
- 現在の就航路線

| 航空会社                                                         | 就航地   |
| ---------------------------------------------------------------- | -------- |
| オリエンタルエアブリッジ (ORC)・日本航空 (JAL)・全日本空輸 (ANA) | 長崎空港 |

- 長崎空港（所要時間：約30分）

通常午前中に1往復、午後に1往復、計1日2往復。この便は壱岐と長崎県本土を直接結ぶ唯一の交通機関であるため、県の機関がある大村市（県教育センター等）や長崎市（長崎県庁等）などへの公務員の出張や、長崎本土からの観光、壱岐出身者の帰省で利用されている。 また多少運賃が高く便数が少ないとは言え他の交通機関に比べ、移動時間がとても短いので需要が高く貴重な路線である。 福岡市を経由し、船と高速バスを乗り継いだ場合、長崎市までは4時間ぐらいかかるが、飛行機と高速バスだと1時間20分ほどで着く。島民割引もある。
- 同空港に駐機するオリエンタルエアブリッジ DHC-8-200

長崎線は当初オリエンタルエアブリッジが前身の長崎航空時代（1977年（昭和52年））から不定期便を、そして2001年（平成13年）からは定期便を就航し、単独で運航を行っていたが、2009年（平成21年）11月1日よりオリエンタルエアブリッジ（ORC）と全日本空輸（ANA）のコードシェア便となった。ただし、機体はこれまでと変わりなく、ORCのものを利用している。ANAグループはかつて1999年（平成11年）まで壱岐空港と福岡空港の間に定期便を就航していたため、10年ぶりの壱岐空港への就航となった。またこの共同運航に伴い、航空券の購入が、ANA直営、代理店、旅行会社で可能となり、ANAの自動チェックイン機と自動券売機も設置された。さらに同路線は2022年（令和4年）10月30日からJALともコードシェアを開始した。
- 過去の就航路線
  - 福岡空港

福岡線は1966年（昭和41年）に就航。半年ほど長崎航空が運航した後、日本近距離航空 (後のエアーニッポン、後に全日本空輸 (ANA) に吸収合併) が担当。福岡空港までは約20分と、壱岐と福岡を結ぶ最速の交通手段であった。しかし九州郵船による高速船（ジェットフォイル）二隻運航の開始により、便数が増加し、運賃も安く、時間はかかるものの、1時間程度で福岡に行けるとあって、飛行機の利用客は次第に減少。その影響もあり、ANAグループが1999年（平成11年）に休止。その後オリエンタルエアブリッジ（ORC）が福岡便を運航するも3年足らずで2003年（平成15年）1月に撤退。またORCと時期を重ねて福岡路線で事業を開始したばかりの壱岐国際航空も2か月足らずで2002年（平成14年）4月に撤退している。
  - 対馬空港

ORCが長崎航空時代の1980年（昭和55年）より対馬空港との間で旅客輸送を行っていた。1986年（昭和61年）に廃止している。

## 空港周辺
- レンタカー・タクシー乗り場
- 筒城浜（つつきはま）海水浴場
- 大浜（おおはま）海水浴場
- 錦浜（にしきばま）海水浴場
- 民宿
- キャンプ場

## アクセス
郷ノ浦地区と空港を結ぶバス路線が運行されている。
運行本数・運賃・経路等の詳細は、該当項目や公式サイトにて最新情報を確認されたい。
- 壱岐交通
  - 新道 - 本町 - 印通寺 - 壱岐空港

※「印通寺港」バス停は通過する為、「印通寺」または「マリンパル」バス停で乗降する必要がある。